# Аудуни (Казерта)
Аудуни је насеље у Италији у округу Казерта, региону Кампанија.
Према процени из 2011. у насељу је живело 204 становника. Насеље се налази на надморској висини од 257 м.